# Alfabeto túrquico uniforme
El alfabeto uniforme túrquico fue un alfabeto basado en el latín utilizado por los pueblos túrquicos de la Unión Soviética en los años 1930 (véase Alfabeto latino#Expansión del alfabeto latino). El alfabeto utilizó las grafías de Yañalif que se convirtieron, así, en parte del alfabeto uniforme. El alfabeto uniforme utilizó las grafías latinas, a excepción de la "w". Algunas grafías adicionales se introdujeron en el alfabeto.

## Alfabeto delConsejo de los Estados de Habla Túrquica
| Letras mayúsculas | A | Ä | B | C | Ç | D | E | F | G | Ğ | H | I | İ | J | K | L | M | N | Ň | O | Ö | P | Q | R | S | Ş | T | U | Ü | V | W | X | Y | Z |
| Letras minúsculas | a | ä | b | c | ç | d | e | f | g | ğ | h | ı | i | j | k | l | m | n | ň | o | ö | p | q | r | s | ş | t | u | ü | v | w | x | y | z |

- Letras largas: Â, Ê, Î, Ô, Û.

## Alfabetos de los pueblos túrquicos basados en el alfabeto latino

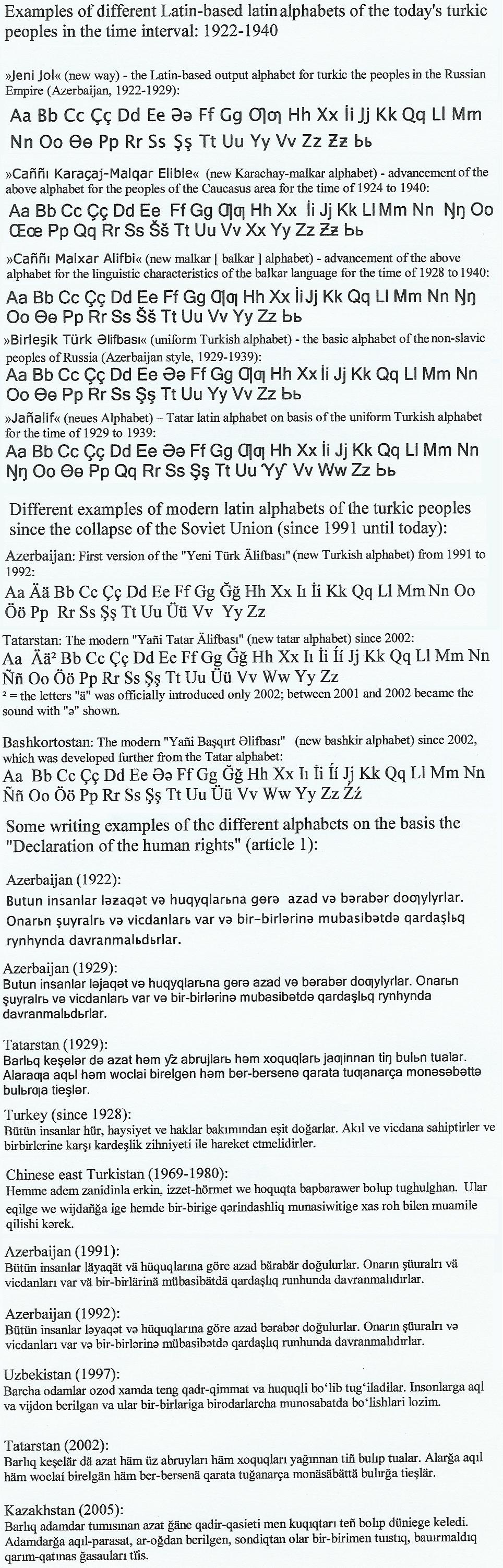
Ejemplos de alfabetos latinos de lenguas túrquicas entre 1922-1940

#### Ejemplos de alfabetos empleados entre 1922 y 1940
- «Jeni Jol» (nuevo camino), el alfabeto latino para los pueblos túrquicos del Imperio ruso (Azerbaiyán, 1922-1929):
Аа, Bb, Сс, Çç, Dd, Ее, Əə, Ff, Gg, Ƣƣ, Нh, Xx, İi, Jj, Kk, Qq, Ll, Mm, Nn, Oo, Ɵɵ, Pp, Rr, Ss, Şş, Tt, Uu, Yy, Vv, Zz, Ƶƶ, Ьь
- «Caññı Karaçaj-Malqar Elible» (nuevo alfabeto de Karachái-Malkar), versión del anterior para pueblos del Cáucaso entre 1924 y 1940:
Aа, Bʙ, Сс, Çç, Dd, Ее, Ff, Gg, Ƣƣ, Нh, Xx, İi, Jj, Kk, Ll, Mm, Nn, N̡n̡, Oo, Œœ, Pp, Qq, Rr, Ss, Šš, Tt, Uu, Vv, Xx, Yy, Zz, Ƶƶ, Ьь
- «Caññı Malxar Alifbi» (nuevo alfabeto Malkar/Balkar), versión del anterior para el idioma bálkaro entre 1928 y 1940:
Аа, Bʙ, Сс, Çç, Dd, Ее, Ff, Gg, Ƣƣ, Нh, Xx, İi, Jj, Kk, Qq, Ll, Mm, Nn, N̡n̡, Oo, Ɵɵ, Pp, Rr, Ss, Šš, Tt, Uu, Vv, Yy, Zz, Ьь
- «Birleşik Türk Əlifbası» (alfabeto turco uniforme), el alfabeto básico para los pueblos no eslavos de Rusia (estilo azerí, 1929-1939):
Аа, Bb, Сс, Çç, Dd, Ее, Əə, Ff, Gg, Ƣƣ, Нh, Xx, İi, Jj, Kk, Qq, Ll, Mm, Nn, Oo, Ɵɵ, Pp, Rr, Ss, Şş, Tt, Uu, Yy, Vv, Zz, Ьь
- «Jañalif» (nuevo alfabeto), alfabeto latino tártaro basado en el alfabeto uniforme turco entre 1929 y 1939:
Аа, Bb, Сс, Çç, Dd, Ее, Əə, Ff, Gg, Ƣƣ, Нh, Xx, İi, Jj, Kk, Qq, Ll, Mm, Nn, N̡n̡, Oo, Ɵɵ, Pp, Rr, Ss, Şş, Tt, Uu, Ƴƴ, Vv, Ww, Zz, Ьь

#### Ejemplos de alfabetos modernos desde ladisolución de la Unión Soviética(desde 1991 hasta hoy)
- Azerbaiyán: Primera versión del «Yeni Türk Älifbası» (nuevo alfabeto turco) desde 1991 hasta 1992:
Аа, Ää, Bb, Сс, Çç, Dd, Ее, Ff, Gg, Ğğ, Нh, Xx, Iı, İi, Kk, Qq, Ll, Mm, Nn, Oo, Öö, Pp, Rr, Ss, Şş, Tt, Uu, Üü, Vv, Yy, Zz
- Tatarstán: «Yañi Tatar Älifbası» (nuevo alfabeto tártaro) desde 2002:
Аа, Ää, Bb, Сс, Çç, Dd, Ее, Ff, Gg, Ğğ, Нh, Xx, Iı, İi, Íí, Jj, Kk, Qq, Ll, Mm, Nn, Ññ, Oo, Öö, Pp, Rr, Ss, Şş, Tt, Uu, Üü, Vv, Ww, Yy, Zz
Nota: La letra Ä fue incorporada oficialmente en 2002. Entre 2001 y 2002 se utilizaba en su lugar la letra Ə.
- Baskortostán: «Yañi Başqırt Əlifbası» (nuevo alfabeto baskir) desarrollado a partir del tártaro, utilizado desde 2002:
Аа, Bb, Сс, Çç, Dd, Ее, Əə, Ff, Gg, Ğğ, Нh, Xx, Iı, İi, Íí, Jj, Kk, Qq, Ll, Mm, Nn, Ññ, Oo, Öö, Pp, Rr, Ss, Şş, Tt, Uu, Üü, Vv, Ww, Yy, Zz, Źź